# Corea (Gandia)
Corea és un dels districtes de la ciutat de Gandia, Província de València, situat als voltants de la ciutat vella.
El barri està situat a la zona nord de la ciutat i és l'accés natural des de la platja de Gandia. És un barri d'extramurs, és a dir, no pertany al centre històric. Els límits del barri poden establir-se en l'Avinguda de València a l'oest, el polígon industrial Alcodar i el Grau de Gandia al nord, el riu Serpis en l'est i la ciutat vella al sud.
El districte està entre els més poblats de la ciutat, encara que arran la crisi de 2008 la població ha patit una lleugera baixada. Respecte al nombre exacte de persones, n'hi viuen 16463.

## Nom
Sembla que el nom del barri prové del conflicte bèl·lic al país asiàtic del mateix nom. Així doncs, el barri començà el seu desenvolupament urbanístic durant les dècades dels 50 i els 60 però com que no disposava d'una bona il·luminació o asfaltat, es comparava popularment amb la situació d'aquest país. Açò es va estendre, com va ocórrer en altres ciutats. Una altra de les raons que es sol donar per a justificar el nom és l'antiga via del tren la qual tallava la ciutat en dues, de la mateixa forma que ho fa el paral·lel 38 amb els estats de Corea del Nord i Corea del Sud. Com que la falla Corea té el lema a l'escut Sense llum per culpa vostra, de forma satírica, i el lema oficial de la ciutat de Gandia Sic luceant opera tua "Tant de bo brillen les teues obres", la primera tesi es pressuposa la correcta.
Antigament, aquesta zona era una pedania i no posseïa nom oficial pel que les al·lusions eren diverses: L'Estació i Districte Electoral II. A la fi, l'etimologia popular i la tradició van acabar imposant-s'hi.

## Instal·lacions
Entre les instal·lacions municipals que es poden trobar al districte, hi ha:
- El Poliesportiu, on es troba l'estadi Guillermo Olagüe, seu del Club de Futbol Gandia i de l'UE Gandia.
- Un Centre Social.[4]
- Un Centre de Salut.
- Diversos centres educatius de primària públics: CEIP Cervantes, CEIP Botanic Cabanilles; concertats: Abecé, Gregori Mayans. Una escola d'educació especial: Enric Valor. Un institut: IES Tirant lo Blanch. L'Escola Oficial d'Idiomes.
- L'estació de ferrocarril (Renfe) i l'estació d'autobusos.
- 5 falles: Jardinet, Corea, Màrtirs, Marquès de Camp-Perú i Serpis.
- La caserna de la Guàrdia Civil.
- L'oficina de turisme.
- Alquería Laborde, centre juvenil del Consell dels Joves de Gandia.
- La biblioteca infantil.[5]
- El Centre d'Atenció Integral Sant Francesc de Borja, un alberg pels sensesostre.[6]

## Llocs emblemàtics
- La parròquia Sagrada Família, de disseny auster i d'estil contemporani a la creació del barri. Manca de campanar.
- Estàtua al poeta Ausiàs March.
- Antiga locomotora de la línia Ferrocarril Alcoi-Gandia.

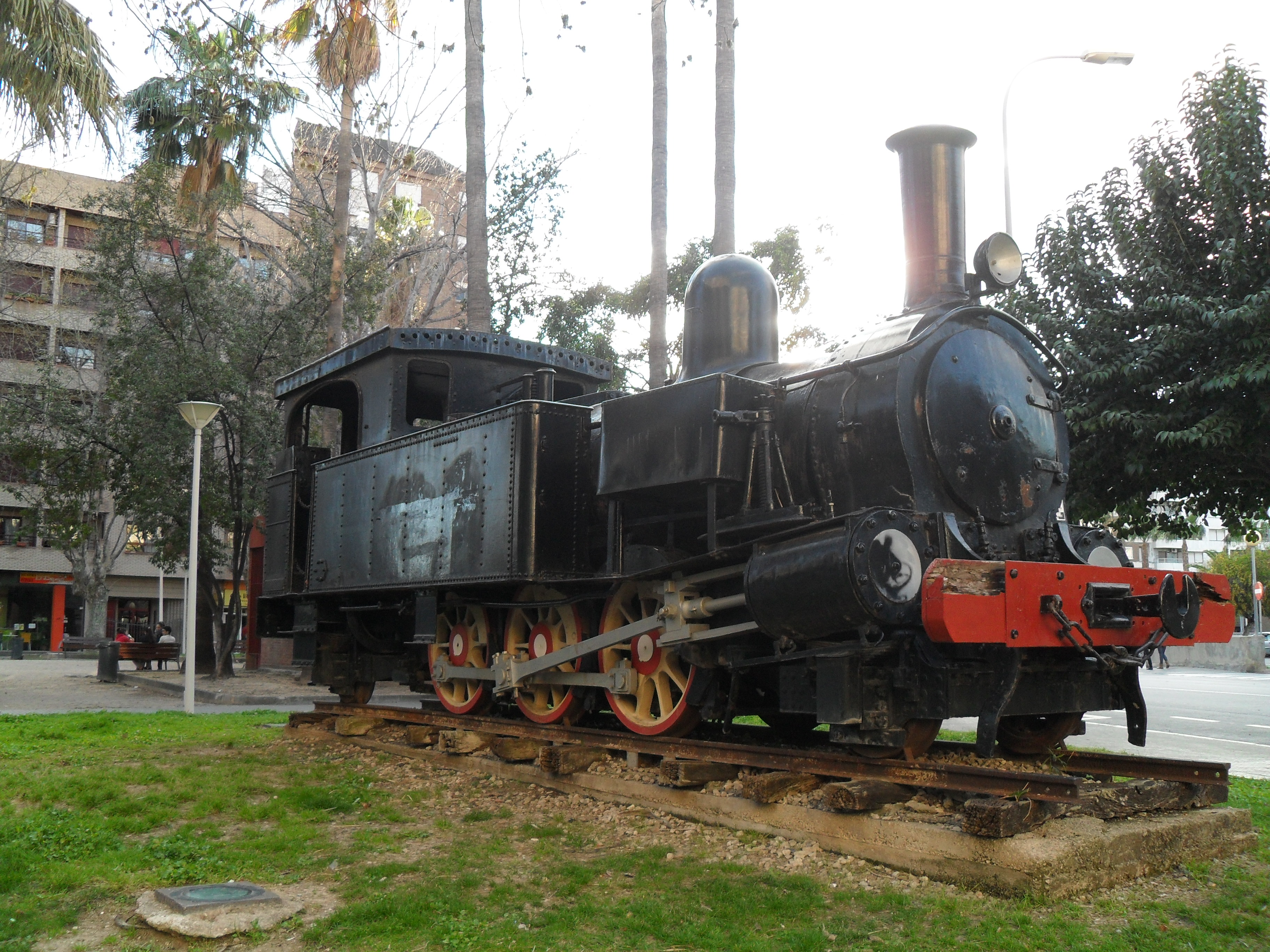
Antiga locomotora del ferrocarril Alcoi-Gandia, enfront de l'estació.
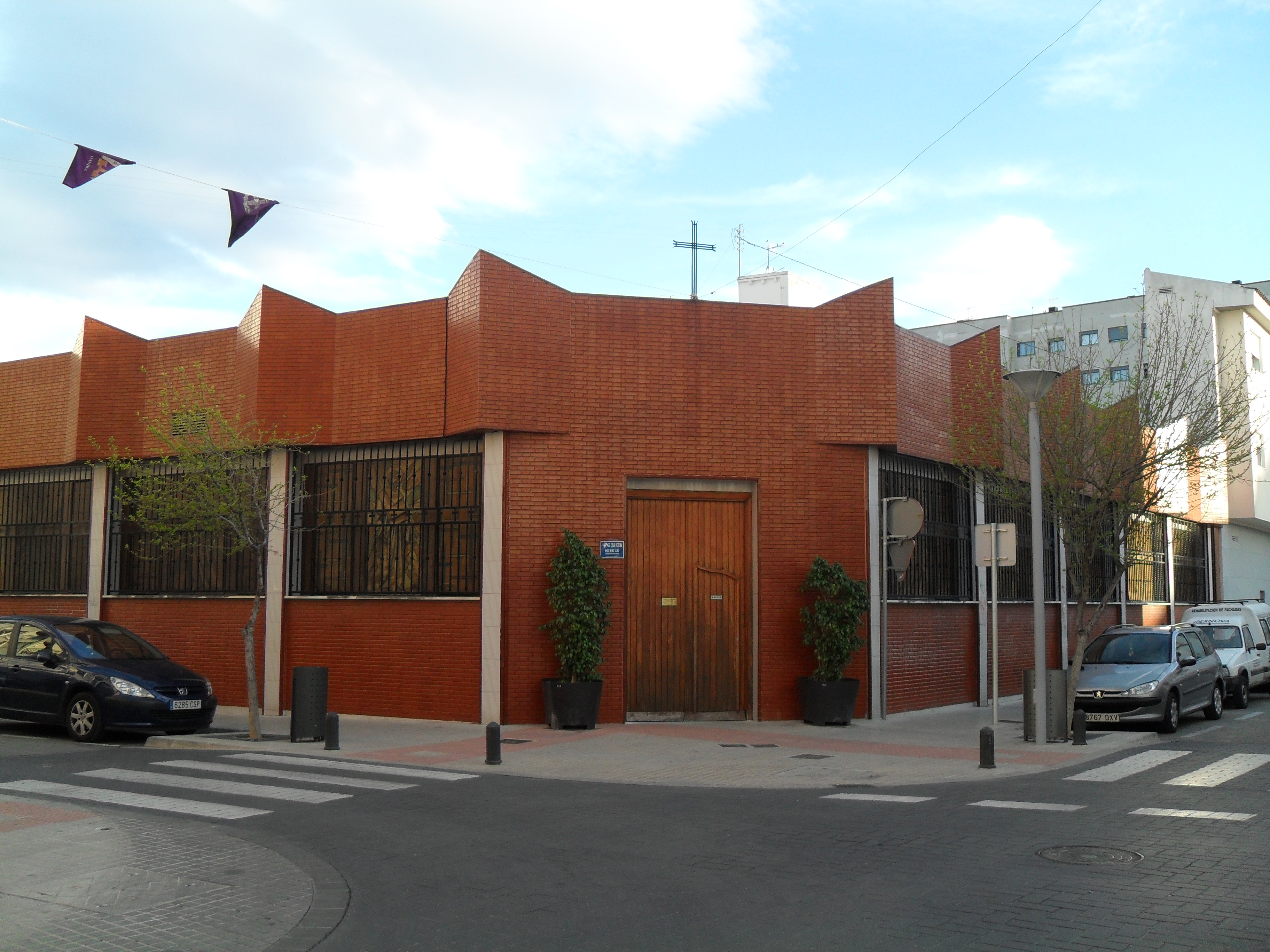
Parròquia de la Sagrada Família.
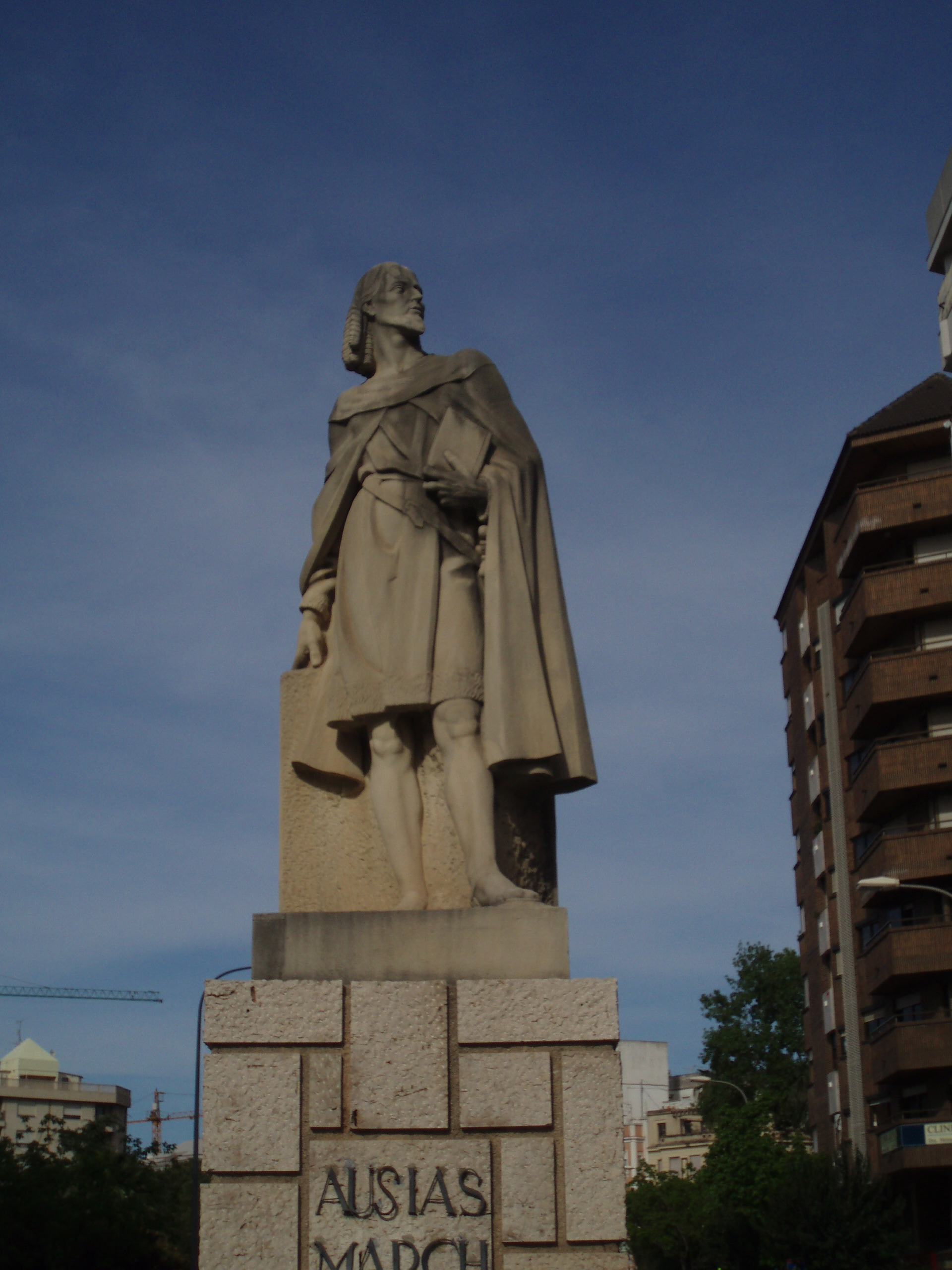
Monument a Ausiàs March.